# Платинатритулий
Платинатритулий — бинарное неорганическое соединение
платины и тулия
с формулой PtTm3,
кристаллы.

## Получение
- Сплавление стехиометрических количеств чистых веществ:

{\displaystyle {\mathsf {Pt+3Tm\ {\xrightarrow {1235^{o}C}}\ Tm_{3}Pt}}}

## Физические свойства
Платинатритулий образует кристаллы
ромбической сингонии,
пространственная группа P nma,
параметры ячейки a = 0,6981 нм, b = 0,9314 нм, c = 0,6349 нм, Z = 4,
структура типа карбида трижелеза Fe3C
.
Соединение образуется по перитектической реакции при температуре ≈1235°C .